# Pararge tigelius
Pararge tigelius är en fjärilsart som beskrevs av Franco Andrea Bonelli 1826. Pararge tigelius ingår i släktet Pararge och familjen praktfjärilar. Inga underarter finns listade i Catalogue of Life.